# Caselle (Morimondo)
Caselle è una frazione del comune di Morimondo in provincia di Milano, posta a nord del centro abitato, verso Abbiategrasso.

## Storia
Fu un antico comune del Milanese, parte della pieve di Rosate e  feudo locale.
In base al censimento voluto nel 1771 dall'imperatrice Maria Teresa, Caselle contava 197 anime. Alla proclamazione del Regno d'Italia nel 1805 risultava avere 270 abitanti. Nel 1809 fu soppresso con regio decreto di Napoleone ed annesso a Coronate. Il Comune di Caselle fu quindi ripristinato con il ritorno degli austriaci, venendo però spostato in Provincia di Pavia. Nel 1859 il paese, riportato sotto Milano, risultava essere sceso a 250 abitanti, mentre nel 1862 cambiò nome in Caselle d'Ozzero per sottolineare l'antico legame religioso con la vicina Ozzero e per disambiguarlo da altri comuni omonimi, essendo nel frattempo intervenuta l'unità d'Italia. Un regio decreto di Vittorio Emanuele II del 9 giugno 1870 sciolse definitivamente il comune annettendolo a Coronate, sebbene i due abitati non avessero legami storici ma replicando invece lo schema napoleonico.